# گروه مهندسی جیکوبس
گروه مهندسی جیکوبس (انگلیسی: Jacobs Engineering Group) شرکت مهندسی آمریکایی است، که در حوزه‌های نفت و گاز، صنایع شیمیایی، ارائه خدمات مهندسی، ساخت‌وساز املاک و مستغلات، زیرساخت‌های صنعتی، فناوری اطلاعات و هوافضا فعالیت می‌کند.
شرکت جیکوبس در سال ۱۹۴۷ توسط کارآفرین آمریکایی؛ جوزف جی. جیکوبس تأسیس شد. این شرکت امروزه دارای ۲۰۰ شعبه اداری در سراسر جهان می‌باشد. دفتر مرکزی گروه مهندسی جیکوبس در شهر پاسادینا، کالیفرنیا قرار دارد و بخشی از سهام آن در بازار بورس نیویورک معامله می‌شود.